# Reine Garde
Pour les articles homonymes, voir Garde.
Reine Garde (1810-1883) est une félibresse, romancière, goguettière et poète française, écrivant en français et langue d'oc.

## Biographie
Reine Garde est née à Nîmes. Couturière et commerçante en mercerie à Aix-en-Provence, elle collabore à l'Armana prouvençau. La corduriera de z-Ais est considérée par Frédéric Mistral comme précurseur du Félibrige Avèm aussi la poeto ouvriero Reino Gardo, qu’a mandat quouquis broudaries per nouetro festo.. Le dimanche 21 aout 1853, à Aix, elle est présente au Roumavagi deis Troubaires (Pèlerinage des troubadours) ; une des trois troubarello, avec Hortense Rolland et Léonide Constans emé très troubarello, midamisello Rèino Garde, Leounido Constans e Ourtènsi Rolland (Frédéric Mistral, Mémoires).

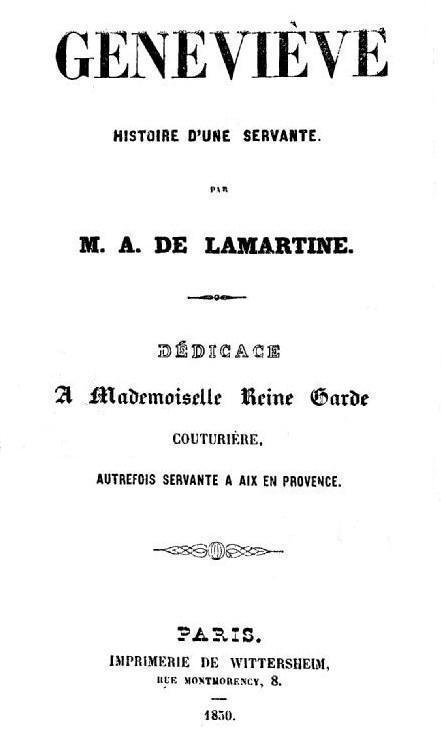
Page de titre de la première édition du roman de Lamartine Geneviève, histoire d'une servante avec dédicace.

Après une lecture de Jocelyn, elle part pour Marseille pour y rencontrer Lamartine. Dans la préface de Geneviève : Histoire d'une servante, le poète relate cette rencontre et leur conversation. Reine Garde y raconte simplement sa vie de servante, puis commerçante et couturière.
Lamartine a détruit la fin de la poésie de Reine Garde Vers à mon chardonneret, où elle parle de l’ensevelissement de son oiseau familier et l’espoir de le revoir au ciel. Lamartine fait lui-même l’aveu d’avoir fait disparaître la fin du poème de Reine Garde dont il donne le contenu : « Et cela finissait par deux ou trois strophes plus tristes encore et par un espoir de revoir au ciel son oiseau enseveli pieusement par elle, dans une caisse de rosier, sur sa fenêtre, fleur qui inspirait tous les ans au chardonneret ses plus joyeuses et ses plus amoureuses chansons. Je regrette de les avoir égarées ou déchirées en quittant Marseille. »
Reine Garde obtient en 1856 le Prix Montyon de l'Académie française, elle meurt le 24 juillet 1883 à Nîmes.

## Œuvres
En français
- Essais poétiques, Avec une notice biographique et littéraire sur l'auteur ; Garnier frères 1851 Lire en ligne
- Marie-Rose, histoire de deux jeunes orphelines Le Normand (Paris) 1855. Couronné par l'Académie française (Prix Monthion, 28 août 1856)[10]. Lire en ligne sur Gallica
- Nouvelles poésies de Reine Garde, couturière ; avec une notice de M. Charles Nisard Étienne Giraud, Paris 1861 Lire en ligne
- Hélène, ou l'Ange du dévouement, 1869 Paris R. Buffet

En langue d'oc
- - Poésies provençales, (en fin de Marie-Rose, histoire de deux jeunes orphelines) Poésies provençales
  - Poème en occitan, traduction en regard Eis Troubaires assemblas a-z-Aix Lou 21 avoust 1853 Eis Troubaires...
  - La vouliero de Madamo Onier Armano prouvençau, 1859 sur Gallica